# Gjinar
Gjinar (albanisch auch Gjinari) ist ein Bergdorf im Qark Elbasan in Zentralalbanien. Bis 2015 war der Ort Sitz der gleichnamigen Komuna, seither ist sie eine Njësia administrative innerhalb der Gemeinde Elbasan. Die Njësia administrative Gjinar hat 2133 Einwohner (Volkszähluing 2023).

## Geographie

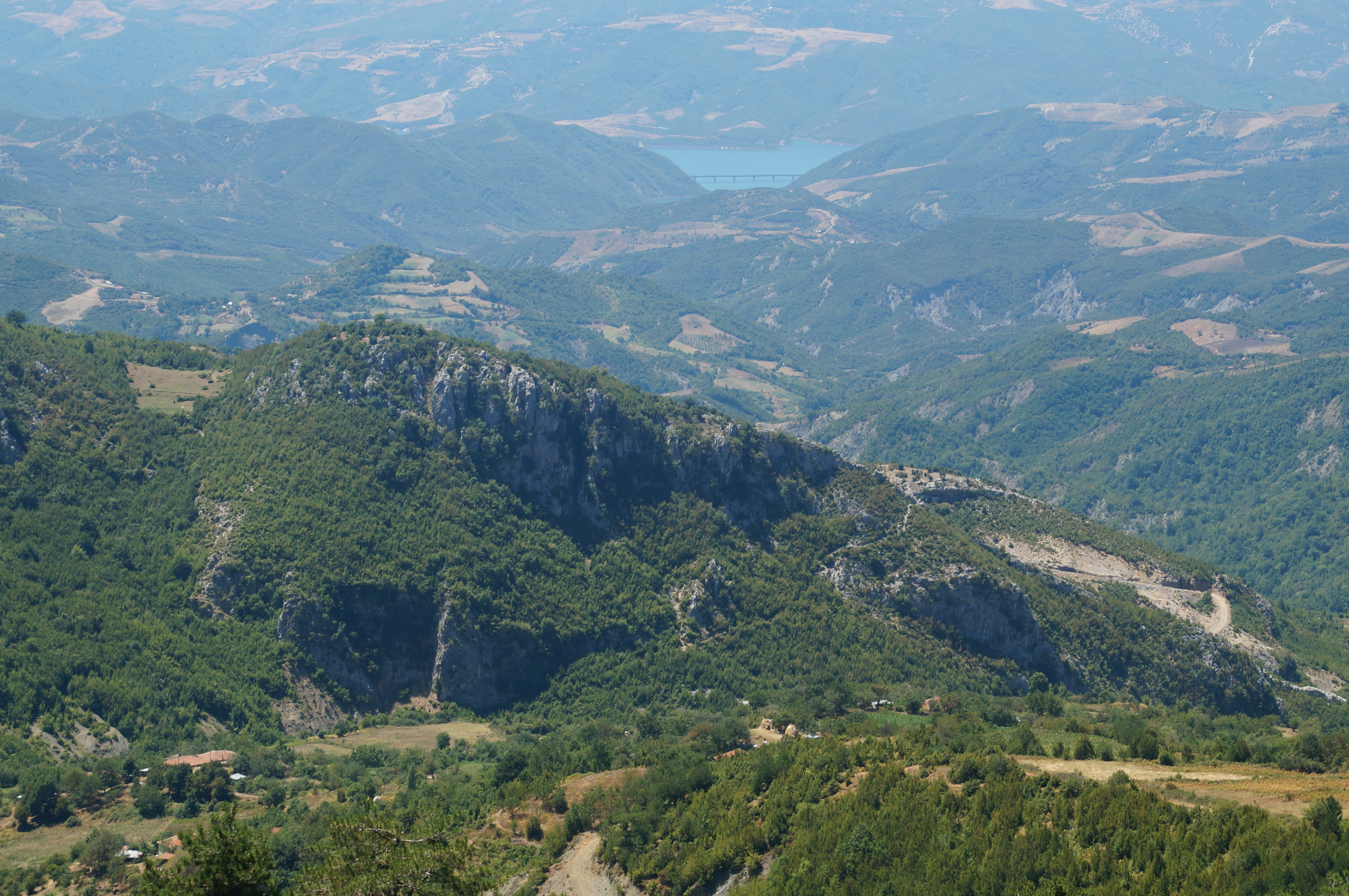
Blick über die Hügel von Shpat vom Dorf aus

Das Dorf liegt 15 Kilometer südöstlich von Elbasan im abgelegenen Berggebiet von Shpat auf rund 1000 m ü. A. Eine 20 Kilometer lange, asphaltierte Straße windet sich aus der Ebene von Elbasan kurvenreich den Berg hoch.
Gjinar befindet sich an einem Bergzug, der sich von Nordwesten nach Südosten zieht (in Verlängerung des Skanderbeggebirges). Nach Südwesten fällt der Hang weiter ab und geht in Hügelland über. Über dem Dorf erhebt sich der Mali i Shpatit mit dem Gipfel Maja e Bukanikut (1831 m ü. A.) als höchstem Punkt der Region. Die Berge rund um Gjinar sind noch reich bewaldet.
Zur Njësia administrative gehören neben dem Dorf Gjinar auch die umliegenden Dörfer: Lleshan und Dërstila in der Anfahrt unterhalb der Straße, Pashtresh südöstlich von Gjinar, Valësh, Llukan, Stërstan, Xibresh, Maskarth, Kaferr und Pobrat deutlich tiefer am Hang. Gjinar liegt sozusagen am Ende der Straße. Schlechte Fahrwege führen hoch in die Berge respektive weiter zu den kleineren Dörfern der Umgebung wie auch nach Zavalina, das Zentrum der nächsten Njësia administrative.
In und um Gjinar finden sich fünf Naturdenkmäler, insbesondere Bäume und Wälder.

## Geschichte

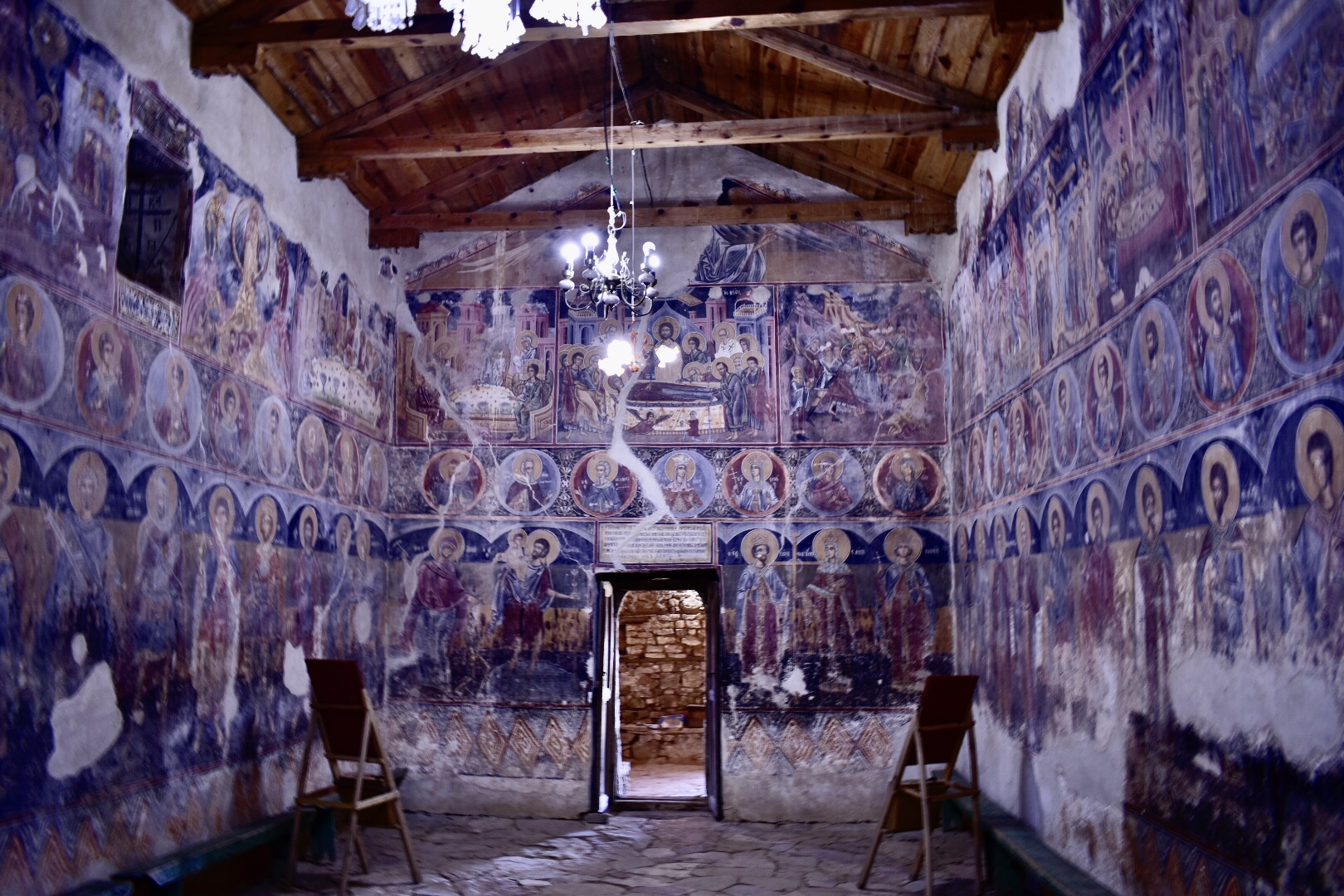
Kirche „Shën Prëmta“ in Valësh

Die Region Shpat gilt aufgrund ihrer Abgeschiedenheit als Zentrum des Widerstands gegen die Osmanen und die Besatzer im Zweiten Weltkrieg.
Shpat ist auch bekannt für seine alten kleinen Kirchen mit Onufri-Fresken (16. Jahrhundert), eine im Dorf Shelcan zwischen Elbasan und Gjinar, die andere im Dorf Valësh.
In der Sozialistischen Volksrepublik Albanien wurden die Bauern in einer Genossenschaft zentralisiert, die vor allem Milchprodukte von Ziegen und Brot produzierte. Mitte der 1980er Jahre lebten in Gjinar und Umgebung 4228 Personen. Diese Zahl unterstreicht die starke Abwanderung seit dem Zusammenbruch des kommunistischen Regimes, wie sie in allen Bergregionen Albaniens festzustellen ist. Allein in den zwölf Jahren seit 2011, als noch 3478 Einwohner erfasst worden waren, sind fast 40 % der Bevölkerung abgewandert.

## Wirtschaft & Tourismus
Gjinar zieht dank seiner Höhenlage und guten Erreichbarkeit von Elbasan Ausflügler an. Viele besuchen nur Restaurants oder genießen die frische Luft bei einem Picknick. Es gibt aber reichlich Möglichkeiten, die Natur und Bergwelt von Gjinar zu erkunden.
Gjinar zählt zu den 100 Dörfern, in denen die Regierung seit 2018 mit einem speziellen Programm den Tourismus fördern möchte. Bewohner beklagten aber, dass sie davon in den ersten Jahren nichts gespürt hätten.
Wichtigste Branche in Gjinar ist aber noch immer die Landwirtschaft.